# Somatina congruaria
Somatina congruaria là một loài bướm đêm trong họ Geometridae.